# دختران گایتی

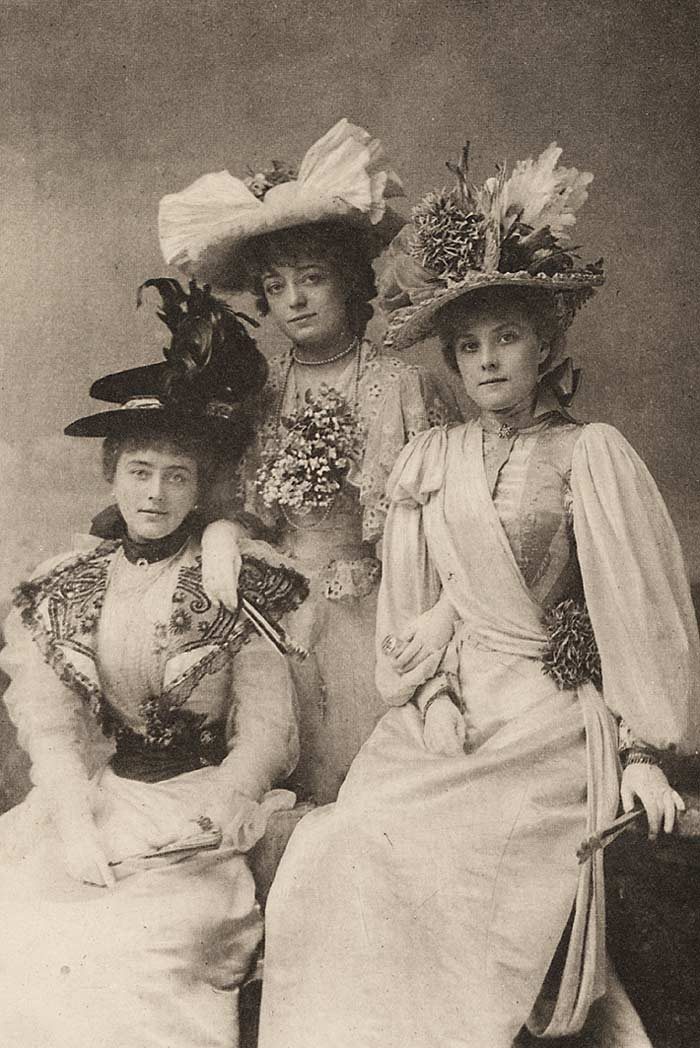
در سال ۱۸۹۶ میلادی

دختران گایتی گروهی انگلیسی بودند که در سالن تئاتر گایتی لندن به سبک کمدی موزیکال آواز می‌خواندند و می رقصیند. آنها در دهه ۱۸۹۰ میلادی فعال بوده و به دلیل زیبایی‌شان مشهور شده بودند. اکثر آنها با نامداران، بزرگان و اشراف بریتانیا که دارای القاب پادشاهی بریتانیایی بودند، ازدواج کردند.